# Squeezing Out Sparks
Squeezing Out Sparks är ett musikalbum av Graham Parker & the Rumour som lanserades 1979. Skivan blev en kommersiell framgång för Parker i USA där försäljningen av hans tidigare album gått trögt. Ljudbilden var också förändrad från att ha varit mer inspirerad av R&B med blåssektion till mer avskalat rockinspirerad. Magasinet Rolling Stone listade skivan som #335 på listan The 500 Greatest Albums of All Time. The Village Voice utnämnde skivan till den bästa 1979 i deras Pazz & Jop-lista.

## Låtlista
(alla låtar komponerade av Graham Parker)
1. "Discovering Japan" – 3:32
2. "Local Girls" – 3:44
3. "Nobody Hurts You" – 3:42
4. "You Can't Be Too Strong" – 3:21
5. "Passion Is No Ordinary Word" – 4:26
6. "Saturday Nite Is Dead" – 3:18
7. "Love Gets You Twisted" – 3:02
8. "Protection" – 3:54
9. "Waiting for the UFOs" – 3:08
10. "Don't Get Excited" – 3:04

## Listplaceringar
- Billboard 200, USA: #40[1]
- UK Albums Chart, Storbritannien: #18[2]
- Topplistan, Sverige: #14[3]